# (1361) Leuschneria
(1361) Leuschneria ist ein Asteroid des Hauptgürtels, der am 30. August 1935 vom belgischen Astronomen Eugène Joseph Delporte in Ukkel entdeckt wurde.
Benannt wurde der Asteroid nach dem US-amerikanischen Astronomen Armin Otto Leuschner, dem Leiter des Fachbereiches Astronomie der University of California at Berkeley.

## Orbit
Leuschneria ist ein kohlenstoffhaltiger Asteroid vom Typ C, der die Sonne alle 5 Jahre und 5 Monate (1.976 Tage) in einer Entfernung von 2,7–3,5 AE umkreist. Seine Umlaufbahn hat eine Exzentrizität von 0,13 und eine Neigung von 22° in Bezug auf die Ekliptik. Es wurde erstmals am Johannesburg Observatory beobachtet und verlängerte den Beobachtungsbogen des Körpers um 3 Tage vor seiner offiziellen Entdeckungsbeobachtung in Uccle.

## Benennung
Dieser Kleinplanet wurde auf Vorschlag von Sylvain Arend während eines Besuchs in Berkeley, wo Leuschner Direktor des Leuschner-Observatoriums an der University of California war, nach dem amerikanischen Astronomen Armin Otto Leuschner (1868–1953) benannt. Er ist bekannt für seine Bücher Celestial Mechanics und The Minor Planets of the Hecuba Group. Namenszitate wurden erstmals 1955 in The Names of the Minor Planets von Paul Herget (H 123) erwähnt. Auch der Mondkrater Leuschner ist ihm zu Ehren benannt.

## Physikalische Eigenschaften

### Lichtkurve
Im Mai und Juni 2015 wurden zwei Rotationslichtkurven von Leuschneria aus photometrischen Beobachtungen von Maurice Clark am Preston Gott Observatory der Texas Tech University, USA, und von Giovanni Casalnuovo am Eurac Observatory (C62) in Bozen, Italien, erhalten. Die Lichtkurvenanalyse ergab eine Rotationsperiode von 12,0893 und 9,646 Stunden mit einer Helligkeitsamplitude von 0,75 bzw. 0,19 Magnitude (U=2/2-).

### Durchmesser und Albedo
Laut den Vermessungen des japanischen Akari-Satelliten und des Wide-field Infrared Survey Explorer der NASA mit seiner anschließenden NEOWISE-Mission misst Leuschneria einen Durchmesser zwischen 29,637 und 33,47 Kilometern und seine Oberfläche hat eine entsprechende Albedo zwischen 0,066 und 0,0779. Der Collaborative Asteroid Lightcurve Link leitet eine Albedo von 0,0773 und einen Durchmesser von 30,16 Kilometern mit einer absoluten Helligkeit von 11,0 ab.